# Патерниане
Патерниа́не (лат. Paterniani) — еретики, описанные Аврелием Августином в книге «De Haeresibus ad Quodvultdeum Liber Unus», 87 (85) ересь в его книге. Особенностью патернианов было учение о том, что нижняя часть человеческого тела создана не Богом, а дьяволом, по этой причине они разрешали любые преступления для неё. В книге Исидора Севильского «Этимологии» это 58 ересь. Другое название патернианов — венустиа́не (лат. venustianos, с лат. — «Venus» — «Венера», «любовь»), как предающиеся половой распущенности. 